# Roquelaure
Roquelaure é uma comuna francesa na região administrativa de Occitânia, no departamento de Gers. Estende-se por uma área de 21,23 km². Em 2010 a comuna tinha 590 habitantes (densidade: 27,8 hab./km²).